# Giro dei Paesi Baschi 1986
Il Giro dei Paesi Baschi 1986, ventiseiesima edizione della corsa, si svolse dal 7 all'11 aprile 1986 su un percorso di 787,7 km ripartiti in cinque tappe (l'ultima suddivisa in 2 semitappe). Fu vinto da Sean Kelly, davanti a Maurizio Rossi e Federico Etxabe.

## Tappe
| Tappa  | Data      | Percorso                              | km    | Vincitore di tappa | Leader cl. generale |
| ------ | --------- | ------------------------------------- | ----- | ------------------ | ------------------- |
| 1ª     | 7 aprile  | Antzuola > Antzuola                   | 167   | Maurizio Rossi     | Maurizio Rossi      |
| 2ª     | 8 aprile  | Antzuola > Ibardin                    | 165   | Martin Earley      | Maurizio Rossi      |
| 3ª     | 9 aprile  | Arre > Oyón                           | 96    | Sean Kelly         | Maurizio Rossi      |
| 4ª     | 10 aprile | Oyón > Bilbao                         | 192   | Anselmo Fuerte     | Maurizio Rossi      |
| 5ª-1ª  | 11 aprile | Bilbao > Andoain                      | 149   | Sean Kelly         | Maurizio Rossi      |
| 5ª-2ª  | 11 aprile | Andoain > Andoain (Cron. individuale) | 18,7  | Sean Kelly         | Sean Kelly          |
| Totale | Totale    | Totale                                | 787,7 |                    |                     |

## Classifiche finali

### Classifica generale
| Pos. | Corridore           | Squadra | Tempo     |
| ---- | ------------------- | ------- | --------- |
| 1    | Sean Kelly          | KAS     | 20h21'53" |
| 2    | Maurizio Rossi      | Ecoflam | a 18"     |
| 3    | Federico Echave     | Teka    | a 1'08"   |
| 4    | Anselmo Fuerte      | Zor-BH  | a 1'12"   |
| 5    | Jesús Blanco Villar | Teka    | a 1'21"   |